# Rufina Alfaro
Rufina Alfaro è un comune (corregimiento) della Repubblica di Panama situato nel distretto di San Miguelito, provincia di Panama. Si estende su una superficie di 9,6 km² e conta una popolazione di 42.742 abitanti (censimento 2010).